# 欧广勇
欧广勇（1940年—），又名广涌，男，汉族，广东德庆人，中国书法家，曾任中国书法家协会理事。